# Indicateur brut
La notion d'indicateur brut s'oppose à celle d'indicateur net.
Les indicateurs bruts sont corrigés des biais liés aux effets perturbateurs contrairement aux indicateurs nets qui incorporent ces effets et ne permettent donc pas une mesure pure du phénomène que l'on veut observer. Les indicateurs bruts sont les indicateurs les plus courants si bien que la notion de brut est évacuée du terme (le taux de mortalité est en fait le taux brut de mortalité corrigé avec la méthode la population moyenne).

## Exemple
On suit une génération née en 1945, on va étudier le nombre de décès enregistrés pour cette génération au fil du temps. On rapporte ces décès à l'effectif initial, il s'agit alors d'un indicateur net. En effet, une partie de la population a pu subir une émigration qui empêche d'observer des décès ayant eu lieu sur un autre territoire, corriger l'indicateur des migrations permet d'obtenir un indicateur brut. Si on s'intéresse maintenant à une mortalité par cause, chaque cause de décès est perturbée par toutes les autres. La mortalité par cancer doit être par exemple corrigée des autres causes qui empêchent son observation complète. 

## Note
Cette distinction entre indicateurs nets et bruts fait l'objet d'une erreur fréquente. Il n'est pas rare d'observer dans bien des articles en économie, sociologie ou démographie une inversion des notions entre net et brut. Ceci est dû au fait que chez les anglo-saxons les notions sont effectivement inversées. Cette importation directe des notions est donc porteuse de contresens fréquents.
Pour fixer les idées, il s'agit de penser au salaire. Le salaire brut est le salaire pur, le vrai revenu non perturbé par les effets des différentes cotisations sociales. Le salaire net est donc perturbé, il comprend différents effets mêlés dans le même chiffre.